# Trichterfrucht-Eukalyptus
Der Trichterfrucht-Eukalyptus (Eucalyptus coccifera) ist eine Pflanzenart innerhalb der Familie der Myrtengewächse (Myrtaceae). Sie kommt ausschließlich in höher gelegenen Gebieten Tasmaniens vor und wird dort „Tasmanian Snow Gum“ oder „Mount Wellington Peppermint“ genannt.

## Beschreibung

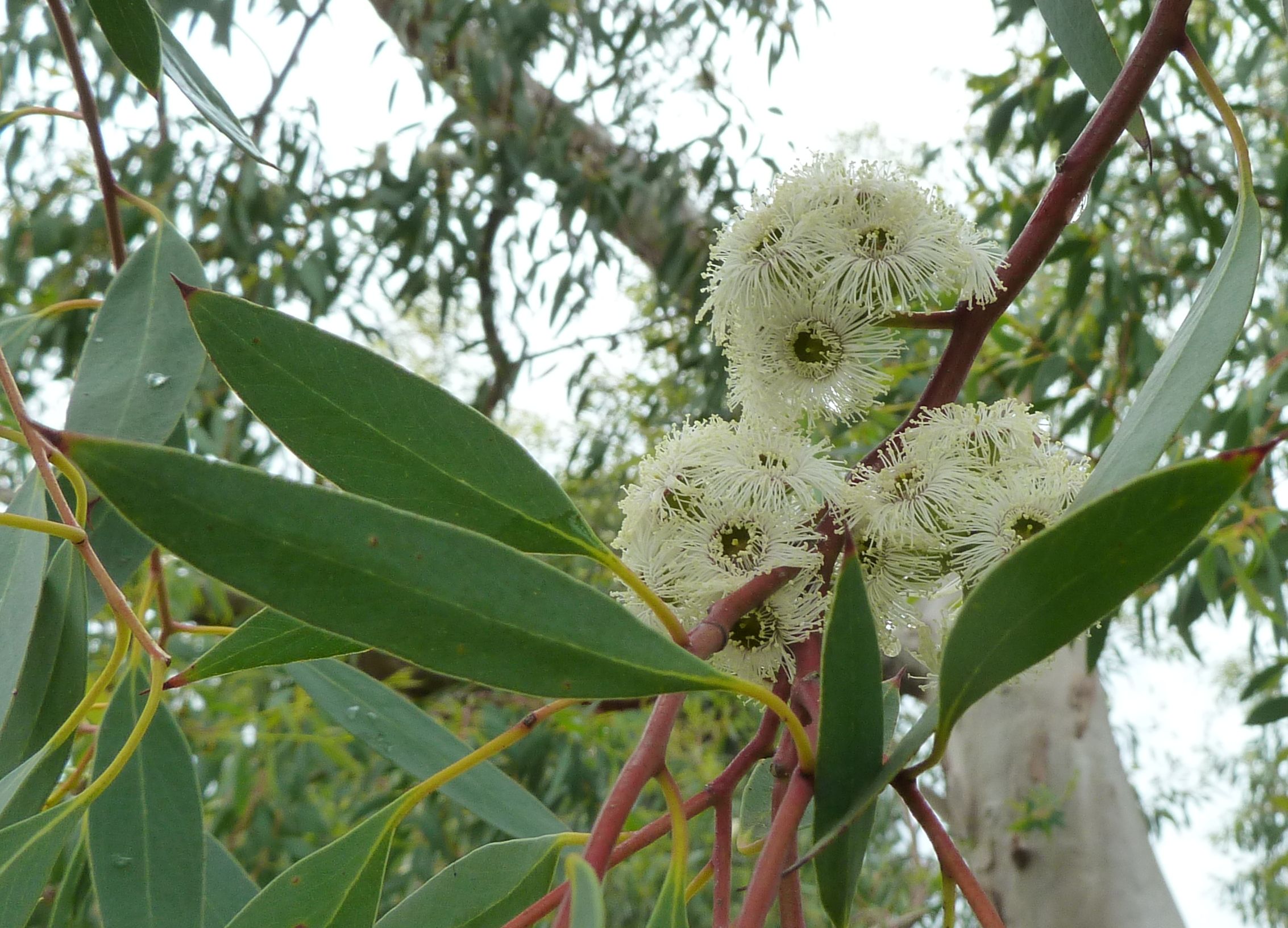
Laubblätter und Blüten

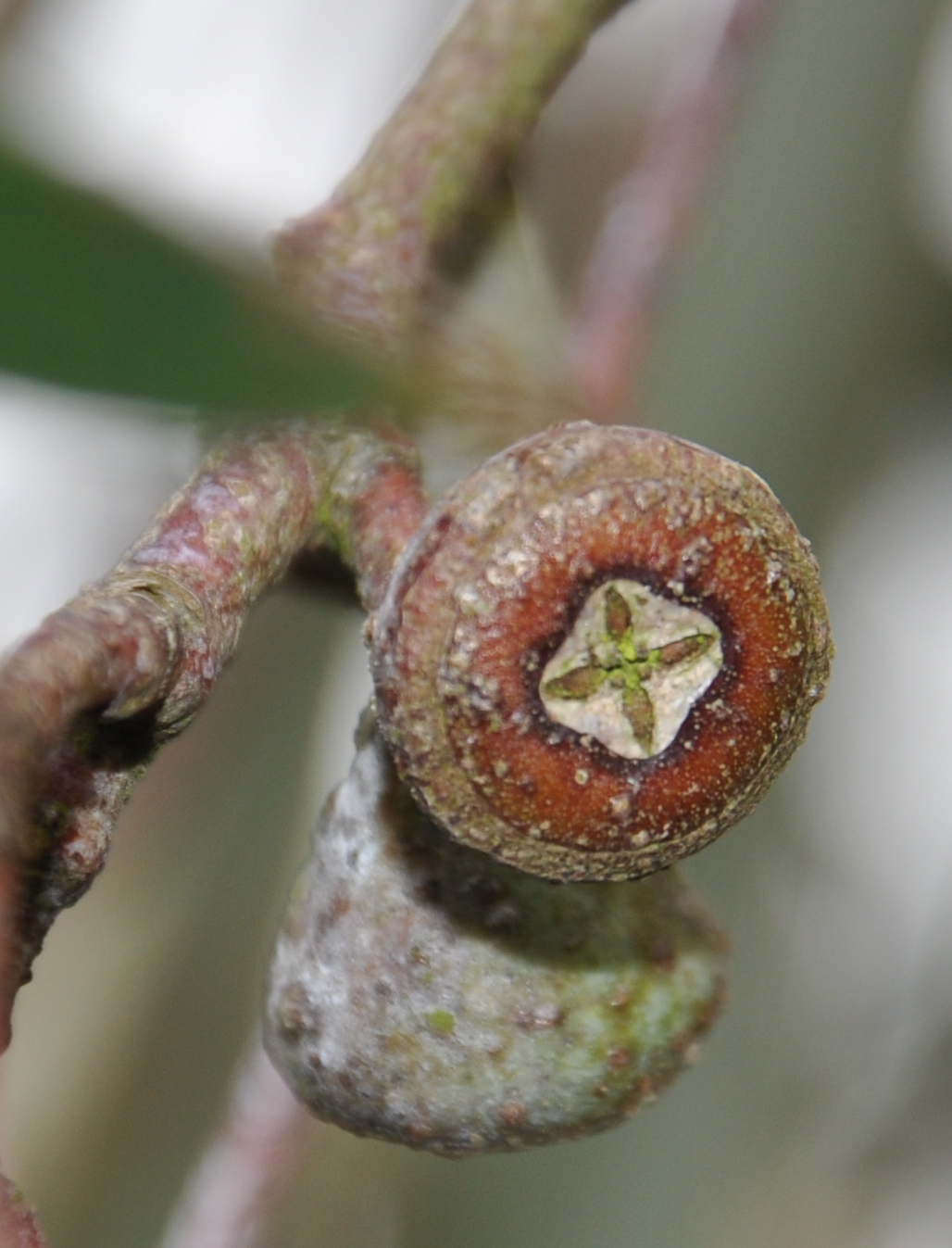
Frucht

### Erscheinungsbild und Blatt
Der Trichterfrucht-Eukalyptus wächst als Baum, der Wuchshöhen von 6 bis 15 Metern erreicht.
Bei Eucalyptus coccifera liegt Heterophyllie vor. Die Laubblätter an erwachsenen Exemplaren sind lanzettlich oder breit-lanzettlich mit spitzem bis bespitztem oberen Ende. Die Keimblätter (Kotyledonen) sind nierenförmig.

### Blütenstand, Blüte und Frucht
Die Blütezeit reicht von Juli bis August. Seitenständig auf einem Blütenstandsschaft steht ein einfacher Blütenstand. Die zwittrige Blüte ist radiärsymmetrisch mit doppelter Blütenhülle. Die Kelchblätter bilden eine Calyptra, die bis zur Öffnung der Blüte (Anthese) vorhanden bleibt.

## Vorkommen

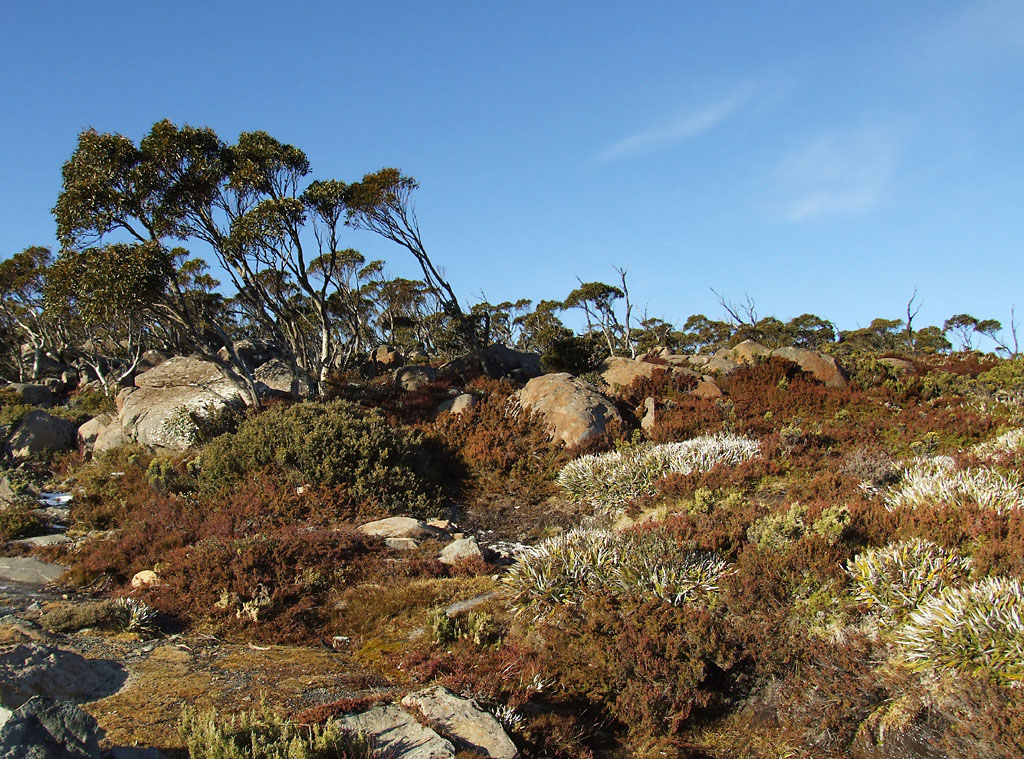
Trichterfrucht-Eukalyptus am Mount Wellington in einer Höhenlage von etwa 1100 Meter

Der Trichterfrucht-Eukalyptus kommt ausschließlich in Tasmanien vor, beispielsweise am Mount Wellington. Der Trichterfrucht-Eukalyptus wächst in Höhenlagen bis zu 1200 Metern. 

## Taxonomie
Die Erstbeschreibung von Eucalyptus coccifera erfolgte 1847 durch den britischen Botaniker Joseph Dalton Hooker unter dem Titel Florae Tasmaniae Spicelegium (Contributions towards a Flora of Van Diemen’s Land) im London Journal of Botany, Volume 6, S. 477. Das Typusmaterial weist die Beschriftung „Tops of mountains: Lawrence, Gunn.: v.v.n.“ auf.
Synonyme von Eucalyptus coccifera Hook.f. sind: Eucalyptus coccifera Hook.f. var. coccifera, Eucalyptus daphnoides Miq., Eucalyptus coccifera var. parviflora Benth.
Es gibt natürliche Hybriden von Eucalyptus coccifera mit beispielsweise Eucalyptus amygdalina und Eucalyptus pauciflora.